# Toyohara Kunichika

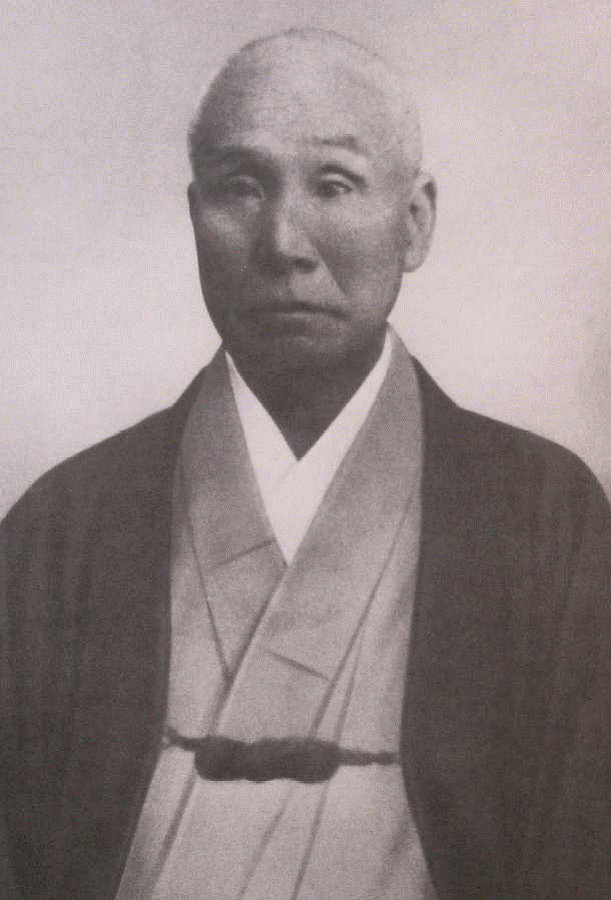
Toyohara Kunichika

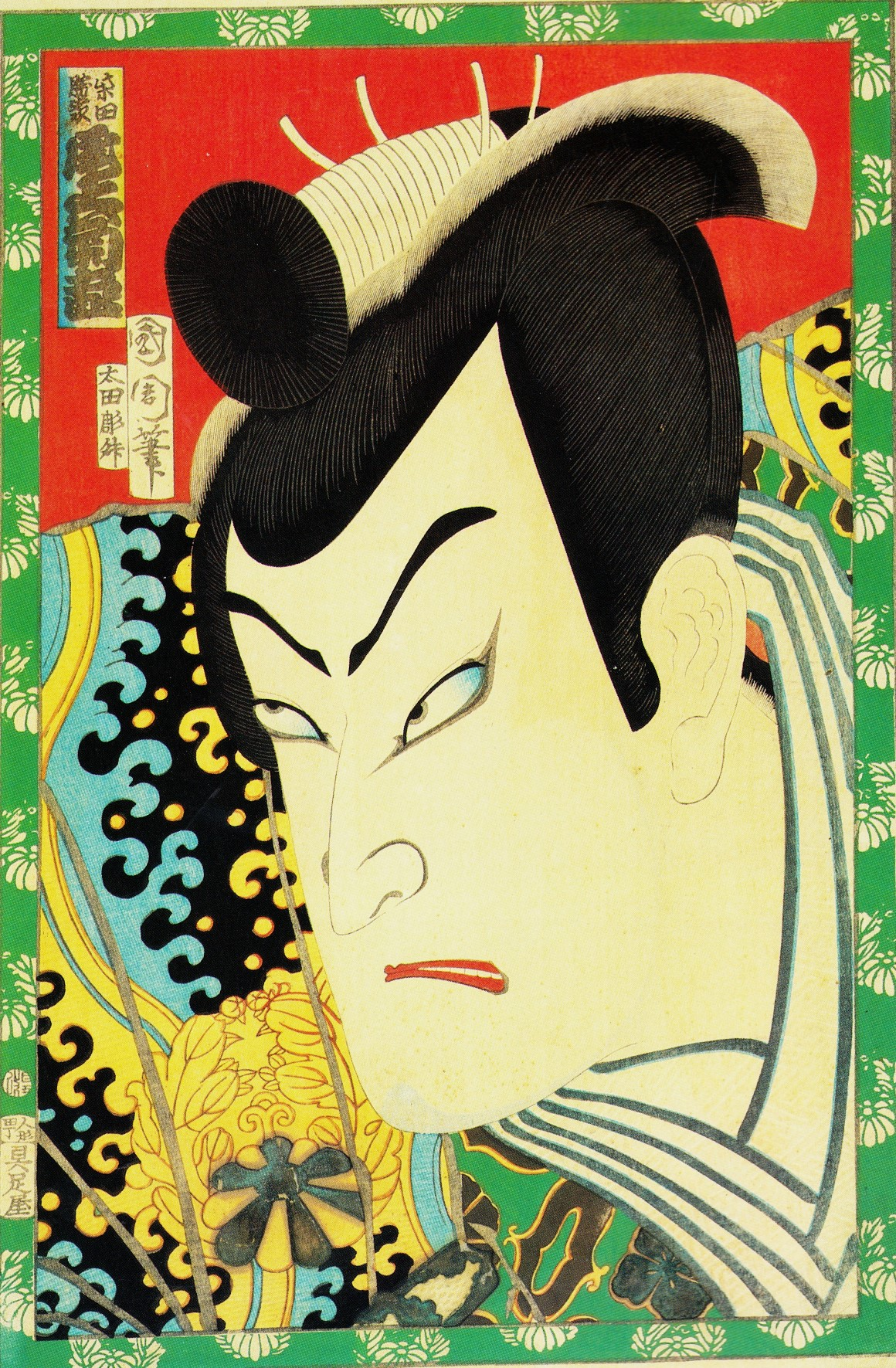
Schauspieler-Porträt

Toyohara  Kunichika (japanisch 豊原 国周, eigentlicher Name: Arakawa Yasohachi (荒川 八十八), geb. 30. Juni 1835 in Edo; gest. 1. Juli 1900) führte die  Künstlernamen  Beiō (米翁), Hōshunrō (豊春楼), Ichiōsai (一鶯斎), Kachōrō (華蝶楼), Shima Sanjin (志満山人) und Sōgenshi (豊玄子). Er war ein japanischer Maler im Ukiyoe-Stil während der Meiji-Zeit und gehörte, zusammen mit Tsukioka Yoshitoshi und Kobayashi Kiyochika, zu den „Drei Herausragenden [Künstlern]“ (三傑, Sanketsu) ihrer Stilrichtung am Ende des 19. Jahrhunderts.

## Leben und Werk
Toyohara wurde in Edo als Sohn eines Badehaus-Betreibers im Stadtteil Kyobashi geboren. Er war zunächst Schüler von Toyohara Chikanobu (豊原 周延; 1838–1912), dessen Familiennamen er annahm. Dort bemalte er Rückseiten von Federballschlägern (羽子板, Hago-ita). Um 1848 lernte er bei Utagawa Kunisada und  malte unter dem Namen Yasohachi Partien der Schauspieler seines Meisters. Ab 1855 gestaltete er eigenständig unter dem Namen Kunichika Kabuki-Drucke, Drucke schöner Frauen, Drucke zur Geschichte des Prinzen Genji und andere Themen. 
1869 brachte er eine Serie von 22 Blättern mit Schauspielern heraus, die vom Verlag Gusokuya (具足屋) gedruckt worden waren. Dabei füllte der groß dargestellte Kopf des Dargestellten das Blatt noch mehr aus, als es bei traditionellen Ōkubi-e (大首絵) der Fall war, so dass man vom Ōgao-e (大顔絵) sprechen kann.
1870 kam eine Serie von Drucken zum Ōhashiya (大橋屋) heraus, und zwar als Zweiblatt- oder Dreiblatt-Drucke, wieder als Ōgao-e. In diesen Jahren war Kunichika damit außerordentlich populär: Mit seinen ausdrucksstarken Darstellungen galt er als der „Sharaku der Meiji-Zeit“. 
Kunichika war ein typisches Edokko: Er gab das Geld so schnell aus, wie er es verdiente, und war dem Sake sehr zugetan. Er hauste in Nagaya (長屋), also einfachsten Baracken, soll 103-mal umgezogen sein und nacheinander vierzig verschiedene Frauen gehabt haben. Bei all dem Lebenswandel gehörte er zu den Letzten, die erfolgreich Ukiyo-e in traditioneller Art schufen.

## Bilder

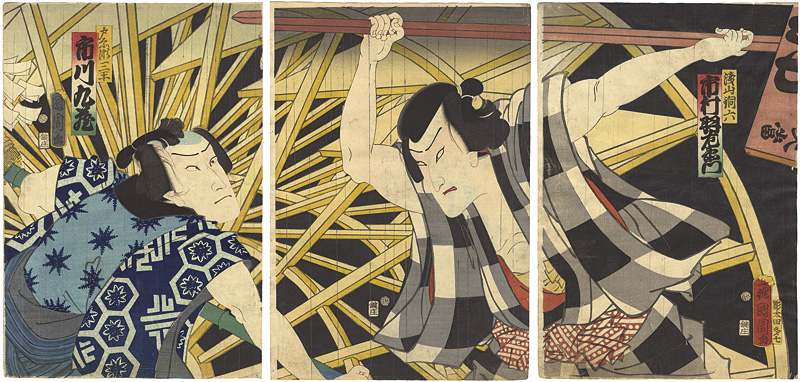
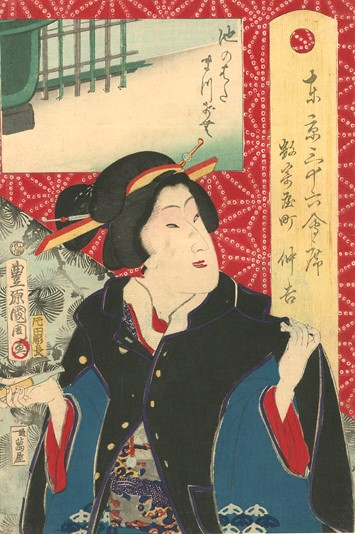
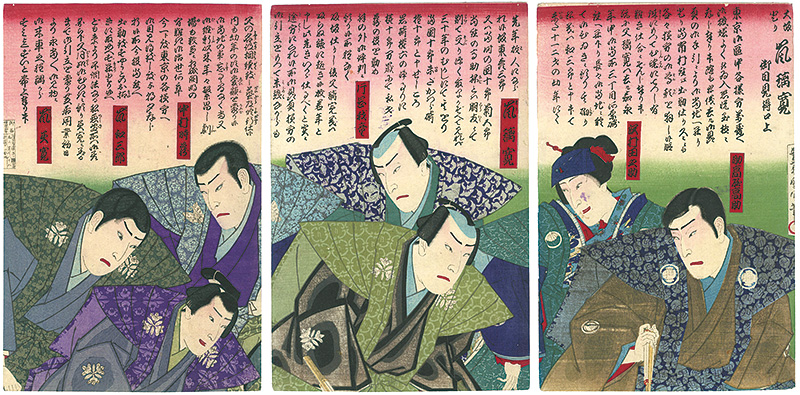
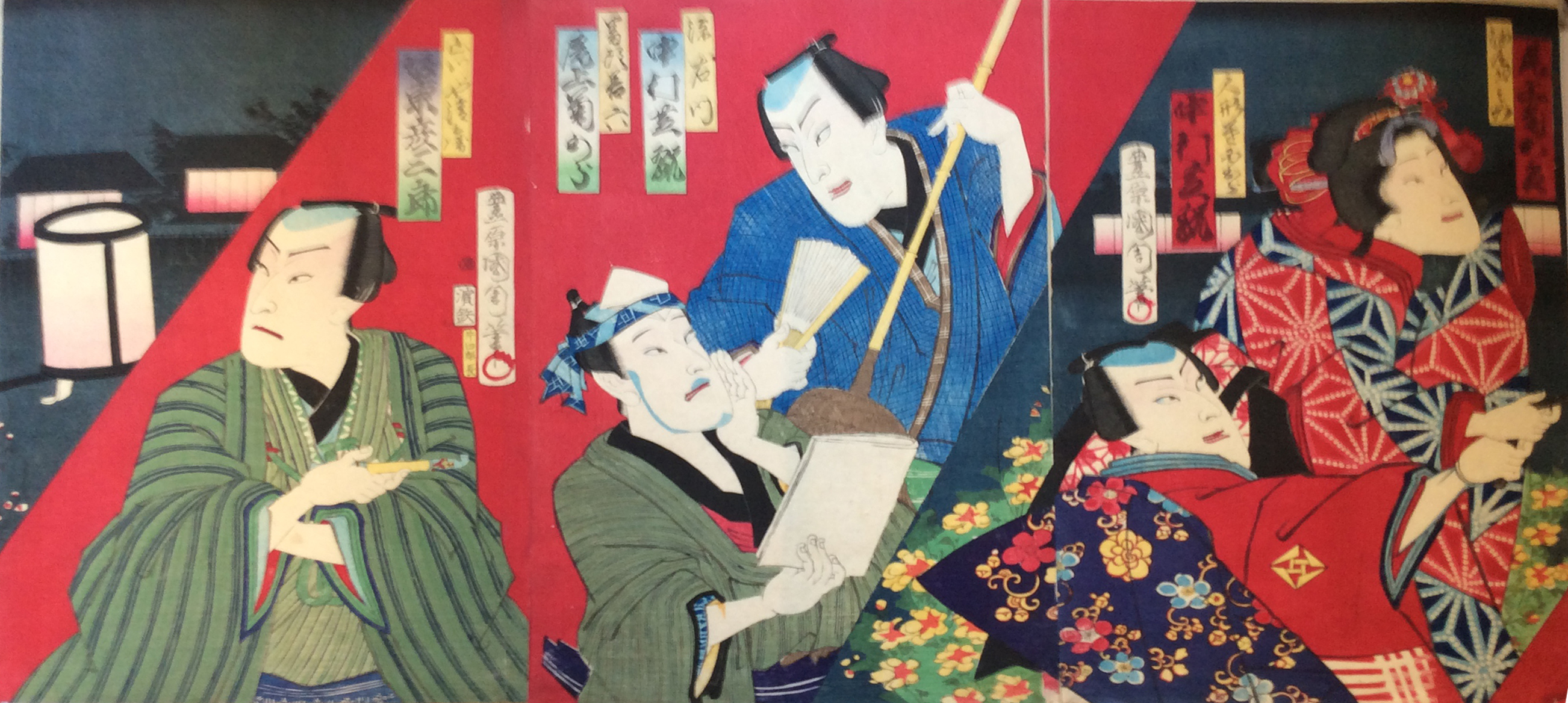